# Gottfried Schubart
Gottfried Schubart (* 30. Juni 1634 in Breslau; † 14. Oktober 1691 in Brieg) war ein deutscher Mediziner und Stadtphysicus in Brieg.

## Leben
Gottfried Schubart war Mitte des 17. Jahrhunderts Physicus in Hirschberg. Anschließend wirkte er bis zu seinem Lebensende als Stadtphysicus in Brieg.
Am 15. August 1673 wurde Gottfried Schubart unter der Matrikel-Nr. 48 als Mitglied in die Academia Naturae Curiosorum, die heutige Deutsche Akademie der Naturforscher Leopoldina, aufgenommen.